# Horsthoek
Horsthoek is een buurtschap in de Nederlandse gemeente Heerde, gelegen in de provincie Gelderland. Het ligt tussen Heerde en Epe aan de oprit van de A50.
De provincie Gelderland in 2010 een transferium gebouwd. Dit Transferium Horsthoek wordt gebruikt door lijnen 210 en 304 (Apeldoorn - Zwolle) en enkele scholierenlijnen.
Hoofdplaats: Heerde      Dorpen: Veessen · Vorchten · Wapenveld

Buurtschappen: Bakhuisbos · Berghuizen · Hoorn · Hoornerveen · Horsthoek · Markluiden · Wapenveld-noord · Werven · Wolbert

Gelderland: Steden en dorpen in Gelderland      Nederland: Provincies · Gemeenten